# Кшистек, Вальдемар
Вальдемар Кшистек (пол. Waldemar Krzystek; род. 23 ноября 1953 года) — польский кинорежиссёр и сценарист.

## Биография
Среднее образование получил в I общеобразовательном лицее имени Тадеуша Костюшко в Легнице. Изучал полонистику во Вроцлавском университете. Учился режиссуре на факультете радио и телевидения Силезского университета, который окончил в 1981 году.
В 1984 году Вальдемар Кшитек снял для телевидения фильм ужасов «Родство». Первый полнометражный фильм «Отсрочка» (1986) получил Бронзовых львов за лучший режиссёрский дебют на Фестиваля польского кино в Гданьске и ряд других национальных наград. Фильм «Выброшенные из жизни» (1992) принёс Вальдемару Кшистеку международную славу, получив приз ФИПРЕССИ за лучший фильм и приз жюри на Кинофестивале в Сан-Себастьяне. Среди других полнометражных картин — «Последний паром» (1989), «Польская смерть» (1994), «Без жалости» (2000).
Снятый в 2008 году Вальдемаром Кшитеком фильм «Малая Москва» удостоен главной премии «Золотые львы» на Фестивале польского кино в Гдыне и стал самой популярной лентой польского проката. В 2009 году фильм получил Польскую кинопремию «Орлы» за лучший сценарий и Приз зрительских симпатий 31 Московского международного кинофестиваля.

### Режиссёрские работы
1. 1986 — «Отсрочка» / W zawieszeniu
2. 1989 — «Последний паром» / Ostatni prom
3. 1992 — «Выброшенные из жизни» / Zwolnieni z życia
4. 1994 — «Польская смерть» / Polska śmierć
5. 2000 — «Без жалости» / Nie ma zmiłuj
6. 2008 — «Малая Москва» / Mała Moskwa
7. 2009 — «Справедливость» / Sprawiedliwi
8. 2011 — «80 миллионов» / 80 milionów
9. 2014 — «Фотограф»

### Телесериалы
1. 1998 — 1999 — «Жизнь — это покер» / Życie jak poker
2. 2005 — «Волна преступлений» / Fala zbrodni
3. 2005 — 2008 — «Жизненный экзамен» / Egzamin z życia
4. 2008 — 2014 — «Время чести» / Czas honoru